# Stagmomantis venusta
Stagmomantis venusta är en bönsyrseart som beskrevs av Henri Saussure och Leo Zehntner 1894. Stagmomantis venusta ingår i släktet Stagmomantis och familjen Mantidae. Inga underarter finns listade i Catalogue of Life.